# Lo Sause (Alts Alps)
Lo Sauze dau Lac (en francès Le Sauze-du-Lac) és un municipi francès situat al departament dels Alts Alps i a la regió de Provença – Alps – Costa Blava.

## Demografia
| 1846                                       | 1962 | 1968 | 1975 | 1982 | 1990 | 1999 | 2006 | 2016 |
| ------------------------------------------ | ---- | ---- | ---- | ---- | ---- | ---- | ---- | ---- |
| 333                                        | 74   | 72   | 68   | 55   | 72   | 87   | 121  | 147  |
| Des de 1962: població sense dobles comptes |      |      |      |      |      |      |      |      |

## Administració
| Període               | Identitat       | Partit |
| --------------------- | --------------- | ------ |
| desembre de 2006-2009 | Gérard Astier   |        |
| 2009-2020             | Valérie Grenard |        |
| maig de 2020-         | Bernard Raizer  |        |